# Ацетилсаліцилова кислота/гідроксид магнію

Ацетилсаліцилова кислота

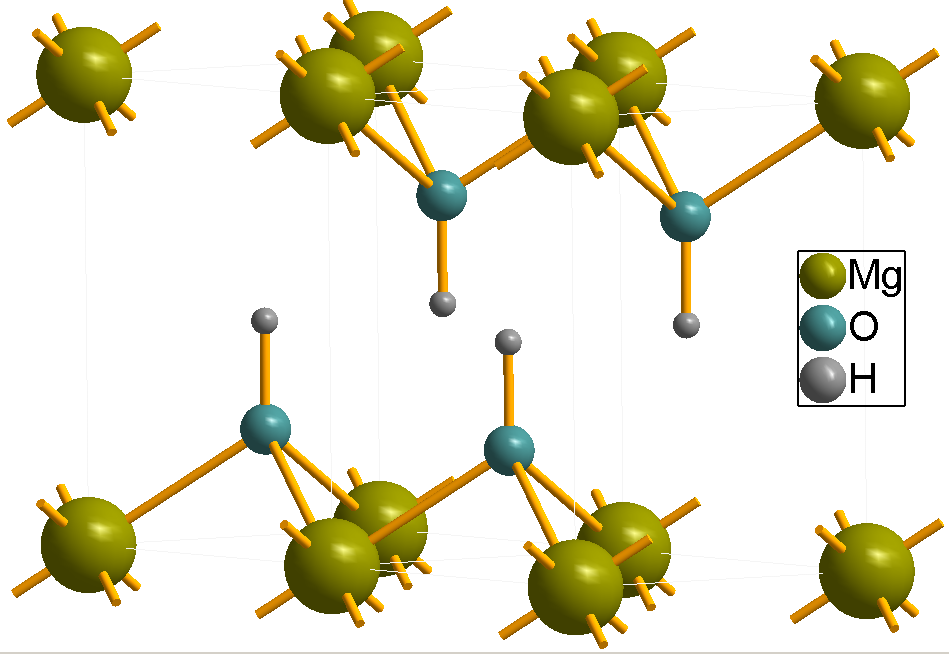
Гідроксид магнію

Ацетилсаліцилова кислота/гідроксид магнію — комбінований препарат, до складу якого входить антиагрегант і нестероїдний протизапальний препарат ацетилсаліцилова кислота та антацидний препарат гідроксид магнію, що застосовується перорально.

## Фармакологічні властивості
Ацетилсаліцилова кислота/гідроксид магнію — комбінований лікарський препарат, до складу якого входять ацетилсаліцилова кислота і гідроксид магнію (який іноді розглядається як допоміжний засіб). Основною складовою частиною препарату є ацетилсаліцилова кислота, що застосовується як нестероїдний протизапальний засіб із 1899 року, а у 1971 році британський учений Джон Роберт Вейн уперше описав антиагрегантну дію ацетилсаліцилової кислоти, та отримав за дане відкриття у 1982 році лицарський титул та Нобелівську премію з медицини. Механізм дії ацетилсаліцилової кислоти як антиагреганта полягає у інгібуванні ферменту циклооксигенази, яка забезпечує перетворення арахідонової кислоти у простагландини та тромбоксани, які відповідають за агрегацію тромбоцитів та утворення згустку крові. Зниження вироблення тромбоксану призводить до зниження агрегації та адгезії тромбоцитів та, внаслідок цього, зниження тромбоутворення за рахунок пригнічення синтезу тромбоксану А2 у тромбоцитах. Проте при застосуванні ацетилсаліцилової кислоти у зв'язку із зниженням синтезу простагландинів, які мають захисну функцію щодо епітелію органів шлунково-кишкового тракту відносно часто виникають побічні явища з боку травної системи, серед яких часто спостерігаються ерозивні та виразкові ураження слизової оболонки шлунку та кишечнику, а також кровотечі та перфорації шлунку або кишечнику. Для запобігання побічним ефектам з боку травної системи, а саме для зниження ймовірності ерозивно-виразкових ускладнень, а також для профілактики шлунково-кишкових кровотеч, розроблено комбінований препарат ацетилсаліцилової кислоти із антацидним препаратом — гідроксидом магнію. Застосування комбінованого препарату ацетилсаліцилової кислоти і антациду, згідно результатів багатьох клінічних досліджень, зменшує імовірність виникнення вищеперерахованих побічних ефектів з боку травної системи у порівнянні з монопрепаратами ацетилсаліцилової кислоти, у тому числі з препаратами ацетилсаліцилової кислоти у вигляді кишковорозчинних форм. Гідроксид магнію є антацидом, який не всмоктується, і він не тільки нейтралізує пепсин і соляну кислоту, що містяться у шлунковому соку, але й зв'язує лізолецитин і жовчні кислоти, що також викликають пошкодження слизової оболонки шлунку. Гідроксид магнію також не викликає вторинної гіперсекреції шлункового соку, при його застосуванні спостерігається швидкий антацидний ефект і більша безпечність застосування у порівнянні з алюмінійвмісними антацидами. Окрім цього, гідроксид магнію не впливає на всмоктування ацетилсаліцилової кислоти, що разом із захисною дією антациду на слизову оболонку шлунку сприяє тому, що хворі краще переносять прийом препарату.

### Фармакодинаміка
Основний компонент препарату ацетилсаліцилова кислота добре всмоктується в шлунково-кишковому тракті, але біодоступність ацетилсаліцилової кислоти становить лише 70 % у зв'язку з ефектом першого проходження через печінку та слизові оболонки органів шлунково-кишкового тракту. Гідроксид магнію не всмоктується у слизовій оболонці шлунку та не впливає на біодоступність ацетилсаліцилової кислоти. В організмі ацетилсаліцилова кислота метаболізується до саліцилової кислоти, біодоступність якої складає 80—100 %. Період напіввиведення ацетилсаліцилової кислоти з крові становить 15 хвилин. Похідні саліцилової кислоти добре зв'язуються з білками плазми крові (на 80—90 %). Саліцилова кислота добре розподіляється у більшості тканин, проникає через гематоенцефалічний бар'єр, проникає через плацентарний бар'єр та у грудне молоко, в синовіальну та перитонеальну рідину. Метаболізується саліцилова кислота у печінці з утворенням неактивних метаболітів. Виводиться саліцилова кислота з організму переважно в незміненому вигляді (до 60 %) із сечею, частково у вигляді метаболітів. Період напіввиведення саліцилової кислоти становить у середньому 3 години, при застосуванні високих доз ацетилсаліцилової кислоти цей час може зменшуватися до 15—30 хвилин у зв'язку із перенасиченням ферментних систем.

## Показання до застосування
Комбінований препарат ацетилсаліцилової кислоти з гідроксидом магнію застосовується у лікуванні гострих та хронічних форм ІХС, для профілактики повторного тромбоутворення, а також для первинної профілактики тромбозу в пацієнтів із високим ризиком серцево-судинних захворювань та розвитку гострих серцево-судинних подій.

## Побічні ефекти
При застосуванні комбінованого препарату ацетилсаліцилової кислоти з гідроксидом магнію найчастіше спостерігаються побічні ефекти з боку травної системи. За даними частини клінічних досліджень, гастропатія при застосуванні комбінованого препарату ацетилсаліцилової кислоти і гідроксиду магнію виникає втричі рідше, ніж при застосуванні монопрепарату ацетилсаліцилової кислоти. Найчастіше серед побічних ефектів з боку травної системи при застосуванні комбінованого препарату спостерігаються біль у животі, диспепсія, печія, нудота, блювання; рідше ерозивні ураження слизових оболонок органів травної системи, шлунково-кишкові кровотечі, стоматит, езофагіт, підвищення активності амінотрансфераз та лужної фосфатази. Серед інших побічих ефектів може спостерігатися підвищена кровоточивість (вкрай рідко — й мозкові кровотечі, післяопераційні кровотечі, кровотечі з органів сечостатевої системи), що може призводити до клінічно вираженої постгеморрагічної анемії, бронхоспазм, алергічні реакції (у тому числі кропив'янка, набряк Квінке, анафілактичний шок), запаморочення, сонливість або безсоння, головний біль. При застосуванні препарату в осіб із дефіцитом глюкозо-6-фосфат-дегідрогенази може спостерігатися гемолітична анемія. У лабораторних аналізах при застосуванні препарату можуть спостерігатися еозинофілія, нейтропенія, агранулоцитоз, тромбоцитопенія.

## Протипоказання
Протипоказами до застосування комбінації ацетилсаліцилової кислоти з гідроксидом магнію є підвищена чутливість до компонентів препарату, внутрішньомозкова кровотеча, шлунково-кишкова кровотеча, підвищена кровоточивість, дефіцит глюкозо-6-фосфатдегідрогенази, бронхіальна астма (пов'язана із застосуванням саліцилатів або ацетилсаліцилової кислоти), ниркова недостатність важкого ступеня, одночасне застосування метотрексату. Застосування ацетилсаліцилової кислоти протипоказане при вагітності, годуванні грудьми, у дитячому та підлітковому віці.

## Форми випуску
Комбінований препарат ацетилсаліцилової кислоти з гідроксидом магнію випускається у вигляді таблеток по 75 мг ацетилсаліцилової кислоти і 15,2 мг гідроксиду магнію і 150 мг ацетилсаліцилової кислоти та 30,39 мг гідроксиду магнію.